# 埃夫罗斯专区
埃夫罗斯专区（希臘語：Περιφερειακή ενότητα Έβρου），是希腊东马其顿和色雷斯大区的一个专区。首府为亞歷山德魯波利斯。专区面积为4,242平方公里，2011年人口数量为147,947人。

## 行政
在2011年卡利克拉提斯改革方案中，希腊所有州份被取消。原埃夫罗斯州作为整体设立为埃夫罗斯专区。埃夫罗斯专区下分为5个市镇（括号内为地图中的数字）：
- 亞歷山德魯波利斯（1）
- 季季莫蒂洪（2）
- 奥雷斯蒂阿斯（3）
- 萨莫色雷斯（4）
- 苏夫利翁（5）